# Alastor aeger
Alastor aeger är en stekelart som beskrevs av Giordani Soika 1983. Alastor aeger ingår i släktet Alastor och familjen Eumenidae. Inga underarter finns listade i Catalogue of Life.